# Neaetha irreperta
Neaetha irreperta är en spindelart som beskrevs av Wesolowska, Russel-Smith 2000. Neaetha irreperta ingår i släktet Neaetha och familjen hoppspindlar. Inga underarter finns listade i Catalogue of Life.